# 양경숙 (정치인)
양경숙(梁敬淑, 1962년 9월 6일~)은 대한민국의 시의원 출신 정치인이다. 전북 임실 출신으로 30년간 민주당에서 근무한 비례대표 국회의원으로 재정정책에 활발히 활동하고 있다. 종로구1 지역구에서 4, 5대 서울시의원을 지냈으며, 더불어민주당의 전국여성위 부위원장이자, 정책위 부위원장을 지냈다. 21대 총선에서는 시의원 경험을 발판으로 이낙연 종로구 국회의원 후보 선거대책위원장을 맡았다.

## 학력
- 창덕여자고등학교 졸업
- 숭실대학교 행정학과 학사
- 연세대학교 행정대학원 행정학 석사
- 고려대학교 대학원 행정학 박사

## 경력
- 1995년 6월 27일: 제1회 전국동시지방선거 당선(민선 1기, 서울 종로구 제2선거구, 민주당, 초선)
- 1995.07~1998.06: 제4대 서울특별시의회 의원(민선 1기, 서울 종로구 제2선거구, 민주당→무소속→새정치국민회의, 초선)
- 1998년 6월 4일: 제2회 전국동시지방선거 당선(민선 2기, 서울 종로구 제2선거구, 새정치국민회의, 재선)
- 1998.07~2002.06: 제5대 서울특별시의회 의원(민선 2기, 서울 종로구 제2선거구, 새정치국민회의→새천년민주당, 재선)
  - 제5대 서울특별시의회 재정경제위원회 위원장
- 남북경협국민운동본부 공동대표
- 고려대학교 정부학연구소 연구교수
- 한국여성정치연맹 부총재
- 서울시립대학교 행정학과 초빙교수
- 자치행정연수원 지도교수
- 한국재정정책연구원 원장
- 한국산업기술원 특임교수
- 새정치민주연합 전국여성위원회 부위원장
- 국제여성평화걷기 한국위원회 위원
- 새정치민주연합 정책위원회 부의장
- 새정치민주연합 유능한경제정당위원회 위원
- 더불어민주당 정책위원회 부의장
- Pacific Intercontinental College 초빙교수
- 국회 우수입법선정위원회 위원
- 2020년 4월 15일: 대한민국 제21대 국회의원 선거 당선(비례대표, 더불어시민당, 초선)
- 2020.09~2021.05: 더불어민주당 교육연수원 원장
- 2020.09~2021.05: 더불어민주당 정책위원회 상임부의장
- 2022.03~2023.05: 더불어민주당 원내부대표(민생)
- 2023.12~2024.03: 제22대 국회의원 선거 전북 전주시 을 더불어민주당 국회의원 예비후보

### 의정 활동
- 2020.05~2024.05: 제21대 국회의원(비례대표, 더불어시민당→더불어민주당, 초선)
  - 2020.06~2022.05: 제21대 국회 전반기 기획재정위원회 위원
  - 2020.06~2021.08: 제21대 국회 전반기 여성가족위원회 위원
  - 2020.09~2021.08: 제21대 국회 전반기 여성가족위원회 법안심사소위원회 위원
  - 2020.09~2021.08: 제21대 국회 전반기 여성가족위원회 청원심사소위원회 위원장
  - 2021.07~2022.05: 제21대 국회 전반기 예산결산특별위원회 위원
  - 2022.04~2023.05: 제21대 국회 전반기,후반기 국회운영위원회 위원
  - 2022.07~2024.05: 제21대 국회 후반기 기획재정위원회 위원
  - 2023.07~2024.05: 제21대 국회 후반기 여성가족위원회 위원
  - 2023.07~2024.05: 제21대 국회 후반기 예산결산특별위원회 위원

### 정치 활동
- 80년대 대학에서 학생운동, 민청련 조직부장, 재야민주화운동 출신으로 90년대 초 김대중 총재 시절 신민주연합의 중앙당 당직자로 영입되었다.

- 중앙당 교육연수원장, 정책위 상임부의장, 여성위 부위원장, 경제정당 위원 등 오랜 기간 중앙당 당직자로 활동했다,

- 21대 국회에서 더불어민주당 원내부대표로 활동했다.

- (사)남북경협국민운동본부 공동대표로서 민족의 화해와 평화통일활동에도 앞장섰다.

- ‘정치 1번지’ 종로에서 재선 서울시의원 등을 거치며, 1995년 이후 이종찬, 노무현, 손학규 후보 등 민주당 총선 후보들의 지역선대본부장으로 활동했다.

- 19대·20대 총선에서는 정세균 후보의 당선, 21대 총선에서는 이낙연 후보의 당선에 힘을 보탰다.

- 민생경제·예산재정 전문가를 표방하며, 전국의 지방자치단체장, 지방의원을 대상으로 예산재정 관련 수백 회 강의한 적이 있다.

- 더불어민주당 비례대표 일반경쟁분야에 공모한 다음 더불어시민당 비례 17번에 배정받았고 마지막 순번으로 당선되었다.

- 2021년부터는 전라북도 전주시에서 주로 활동하고 있는데 이스타항공 관련 의혹으로 민주당을 탈당한 이상직 의원의 전주시 을 출마를 준비하고 있다.

## 전과
- 공용서류손상, 공직선거및선거부정방지법위반: 벌금 1.000.000원 - 1997년 11월 25일 선고[1]

## 역대 선거 결과
|  | 55.05% |

|  | 62.59% |

|  | 33.35% |

## 소속 정당
| 소속 정당 | 소속 정당      | 소속 기간 | 비고      |
| --------- | -------------- | --------- | --------- |
|           | 민주당         | 1995      | 정계 입문 |
|           | 무소속         | 1995      | 탈당      |
|           | 새정치국민회의 | 1995~2000 | 창당      |
|           | 새천년민주당   | 2000~2005 | 합당      |
|           | 민주당         | 2005~2007 | 당명 변경 |
|           | 중도통합민주당 | 2007      | 합당      |
|           | 민주당         | 2007~2008 | 당명 변경 |
|           | 통합민주당     | 2008      | 합당      |
|           | 민주당         | 2008~2011 | 당명 변경 |
|           | 민주통합당     | 2011~2013 | 합당      |
|           | 민주당         | 2013~2014 | 당명 변경 |
|           | 새정치민주연합 | 2014~2015 | 합당      |
|           | 더불어민주당   | 2015~2020 | 당명 변경 |
|           | 무소속         | 2020      | 탈당      |
|           | 더불어시민당   | 2020      | 입당      |
|           | 더불어민주당   | 2020~현재 | 합당      |

## 같이 보기
- 대한민국 제21대 국회의원 선거 더불어시민당 후보 목록#비례대표